# Necranthus orobanchoides
Necranthus es un género monotípico de plantas sin clorofila, perenne, parásita, de la familia de las Orobancáceas.Su única especie: Necranthus orobanchoides, es originaria de Turquía.

## Taxonomía
Necranthus orobanchoides fue descrita por Alexander Gilli y publicado en Notes from the Royal Botanic Garden, Edinburgh 28: 297, f. 1. 1968.